# 利斯南教堂
利斯南教堂（英語：South Leith Parish Church）原名圣母堂，是苏格兰教会的一个堂会，位于苏格兰爱丁堡利斯区（港口）的教堂门（Kirkgate）。
教堂的墓园埋葬约翰休谟、John Pew等人。